# Zwarte nachtzwaluw
De zwarte nachtzwaluw (Antrostomus saturatus; synoniem: Caprimulgus saturatus) is een vogel uit de familie Caprimulgidae (nachtzwaluwen).

## Verspreiding en leefgebied
Deze soort komt voor in Costa Rica en westelijk Panama.